# Нервюра (техніка)

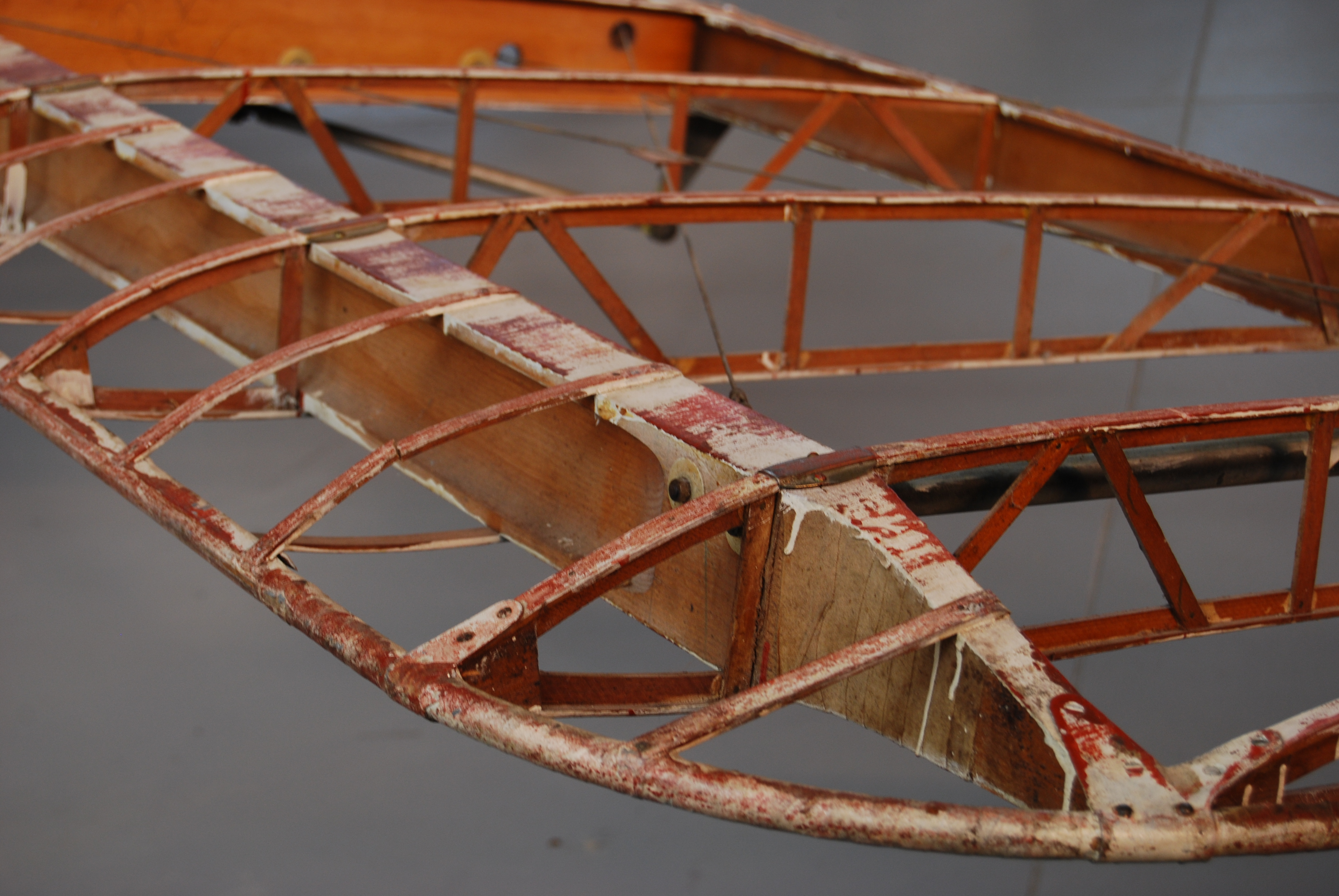

Нервюра — елемент поперечного силового набору каркаса крила, оперення та інших частин літального апарата або судна, призначений для надання їм форми аеродинамічного профілю. Нервюри закріплюються на поздовжньому силовому наборі (лонжерони, крайки, стрингери) і є основою для закріплення обшивки.